# Otogi Manga Calendar
Otogi Manga Calendar (おとぎマンガカレンダー Otogi Manga Karendā?) es una serie de anime en blanco y negro dirigida por Ryūichi Yokoyama. Fue el primer anime en ser transmitido por televisión en Japón, y se emitió desde el 1 de mayo de 1961 hasta el 24 de febrero de 1962. Más tarde, siguió con una segunda temporada, emitida desde el 25 de junio de 1962 hasta el 4 de julio de 1964.

## Argumento
La serie trata acerca de los eventos históricos de un personaje que no tenía conocimiento de "lo que pasó en este día en la historia". A veces, las fotografías y filmaciones de películas se mezclan con las animaciones para explicar qué acontecimiento histórico había tenido lugar. Los archivos de investigación provenían de Mainichi Shibun, periódico donde el director del manga de Fuku-chan estaba imprimiendo la obra.

## Temporadas
El anime de Otogi Manga Calendar fue dirigido por Ryuichi Yokoyama y producido por el estudio de animación Otogi Productions. El anime contó con dos temporadas; la primera, llamada «Historia inmediata», se emitió por la cadena televisiva japonesa TBS entre mayo de 1961 y febrero de 1962, fecha para la cual finalizó con un total de 312 episodios de unos 3 minutos cada uno. Por su parte, la segunda temporada, «Otogi Manga Calendar» salió al aire el 25 de junio de 1962 y concluyó el 4 de julio de 1964, al haber alcanzado los 54 episodios, cada uno con una duración de media hora. A pesar de que fue la primera serie transmitida por televisión, no debe ser confundido con el primer anime creado, que Three Tales (1960), dirigido por Keiko Kozonoe.
Personal
- Director: Ryuichi Yokoyama
- Director Adicional: Shinichi Suzuki, Michihiro Matsuyama
- Guionistas, diseñadores, animadores: Ryuichi Yokoyama, Shinichi Suzuki, Michihiro Matsuyama
- Arte: Hiroshi Saitō